# Шотландская вислоухая кошка
Шотландский вислоухий кот или ско́ттиш-фолд (англ. Scottish Fold) — порода домашних кошек с характерными загнутыми вперёд и вниз ушами, что вызвано действием доминантного гена, который возник в результате естественной мутации и оказывающий влияние на хрящи во всём организме.

## История

### Происхождение
Первым представителем породы стала белая кошка Сьюзи, найденная в 1961 году на ферме недалеко от города Купар-Ангус в графстве Пертшир, Шотландия. Уши Сьюзи были необычным образом загнуты посередине, из-за чего она напоминала сову. Два котёнка, которых родила Сьюзи, были с загнутыми ушами. Одного из них приобрёл Уильям Росс (англ. William Ross), живущий по соседству фермер и любитель кошек. Росс зарегистрировал новую породу в Управляющем Совете любителей кошек (англ. Governing Council of the Cat Fancy, GCCF) в Великобритании в 1966 году и начал племенное разведение породы скоттиш-фолд при помощи генетика Пэта Тернера (англ. Pat Turner). В ходе этой работы в течение трёх лет были получены 76 котят, из которых 42 были с загнутыми и 34 с прямыми ушами. Выводом этой работы стало утверждение, что мутация, связанная с изменением формы ушей, вызывается простой доминантностью.
Единственным потомком Сьюзи, в свою очередь также давшим потомство, стала белая кошка с загнутыми ушами Снукс, поскольку второй вислоухий котёнок был вскоре после рождения стерилизован. Сьюзи погибла под автомобилем через три месяца после рождения Снукс. Все скоттиш-фолды несут в себе общее наследие Сьюзи.

### Принятие
Порода не допускается к участию на выставках, проводимых в Европе. GCCF отозвал регистрацию породы в 1971 году из-за калечащих деформаций суставов и хвоста у некоторых кошек, нерешённых генетических вопросов, а также ввиду опасений относительно возможных проблем с ушами типа инфекций, клещей и нарушений слуха. Тем не менее, скоттиш-фолды были вывезены в Америку, где племенная работа над породой была продолжена путём скрещивания с британскими и американскими короткошёрстными кошками. Несмотря на поставленные ранее вопросы, у скоттиш-фолдов не отмечалось особых проблем с клещами или инфекциями, однако выработка серы в ушах может быть больше, чем у других кошек.

### Популярность
Необычные выделяющиеся черты породы, вкупе с репутацией необычно дружелюбных компаньонов, сделали скоттиш-фолдов очень популярной породой. Цена на породистых котят существенно выше, нежели на котят более распространённых пород.

### Название
В английском языке порода изначально называлась вислоухой (англ. lop-eared или lops) по аналогии с вислоухими кроликами. Современное название Scottish Fold было зарегистрировано в 1966 году. В зависимости от терминологии, принятой в разных фелинологических организациях, длинношёрстный вариант породы может называться Highland Fold (с англ. — «хайленд-фолд»), Scottish Fold Longhair (с англ. — «шотландская вислоухая длинношёрстная»), Longhair Fold (с англ. — «длинношёрстный фолд») или Coupari (с англ. — «купари»).

## Внешность

### Уши
Все вислоухие котята рождаются с прямыми ушами, которые под действием гена Fd начинают складываться приблизительно в течение 21 дня. Котята, у которых не развивается вислоухость, называются шотландскими прямоухими или скоттиш-страйт (англ. Scottish Straight). У первых представителей породы на ушах образовывалась одна складка, однако, благодаря селекционному отбору, заводчикам удалось увеличить количество складок до двух или трёх, в результате чего уши могут плотно прилегать к голове.

Уши, отличительная особенность породы, получаются в результате действия гена с неполной доминантностью, оказываемого на ушные хрящи, что приводит к складыванию ушей вперёд и вниз. Это придаёт голове кошки вид, будто на неё надета шапочка. Маленькие, плотно прижатые уши, создающие вид шапочки, предпочтительнее, нежели плохо прилегающие и более крупные уши. Большие круглые глаза и голова, щёки и подушечки в основании усов добавляют округлости в общий образ. Несмотря на сложенные уши, скоттиш-фолды, как и другие кошки, могут при помощи ушей выражать эмоции — разворачивать уши по направлению звука, отводить назад, испытывая злость, а также разнообразно шевелить, услышав шорох пакетика с кормом.

### Туловище
Кошки среднего размера. Вес котов обычно составляет от 4 до 6 кг, кошек — от 2,7 до 4 кг. Общие черты туловища, особенно головы и морды, округлые. Глаза крупные и круглые. Нос короткий, с плавным изгибом. Ноги от средних до коротких. Голова куполообразная сверху, шея очень короткая. Широко расставленные глаза придают скоттиш-фолдам «милое выражение».

### Шерсть
Скоттиш-фолды могут быть коротко- и длинношёрстными. Могут иметь шерсть любого окраса и любых сочетаний окрасов (в том числе с белым).
У короткошёрстных представителей шерсть густая и мягкая. У длинношёрстных — более длинная, очень густая в верхней части бедер, на пальцах, ушах и хвосте.

### Характер
Независимо от типа ушей, скоттиш-фолды обычно добродушные, спокойные и хорошо уживаются с другими животными, с которыми совместно содержатся. Зачастую, становятся очень привязанными к ухаживающему за ними человеку, и по своей натуре достаточно привязчивы. Кошки очень игривые, хорошо ухаживают за собой, обладают хорошим интеллектом. Шотландские вислоухие невероятно умны и любят играть со сложными игрушками, требующими решения определённой задачи. Хорошо переносят уличный выгул, очень любят подвижные игры на свежем воздухе. Плохо переносят длительное одиночество, которое может приводить их в депрессивное состояние.

### Особенности поведения
Скоттиш-фолды известны умением спать на спине. У кошек, как правило, мягкий голос. Они обладают сложным репертуаром мяукающих и мурчащих звуков, которые не наблюдаются у более распространённых пород. Также известны умением сидеть на задних лапах, согнувшись в области живота. Эту позу часто называют «позой Будды».

## Генетические особенности
Ранние исследования пришли к выводу о том, что загнутые уши наследуются по аутосомно-доминантному признаку. Более поздние исследования показали наличие неполного доминирования. Кошка с загнутыми ушами может быть носителем одной (гетерозиготное состояние) или двух (гомозиготное состояние) копий гена вислоухости Fd. Кошка с прямыми ушами является носителем двух копий стандартного гена fd.
|                     |    | Гомозиготный (фолд) |       |
|                     |    | Fd                  | Fd    |
| Гомозиготный (фолд) | Fd | Fd Fd               | Fd Fd |
| Гомозиготный (фолд) | Fd | Fd Fd               | Fd Fd |

|                     |    | Гетерозиготный (фолд) |       |
|                     |    | Fd                    | fd    |
| Гомозиготный (фолд) | Fd | Fd Fd                 | Fd fd |
| Гомозиготный (фолд) | Fd | Fd Fd                 | fd Fd |

|                     |    | Прямоухий (страйт) |       |
|                     |    | fd                 | fd    |
| Гомозиготный (фолд) | Fd | Fd fd              | Fd fd |
| Гомозиготный (фолд) | Fd | Fd fd              | Fd fd |

Согласно схеме, результатом вязки любых двух фолдов является полностью вислоухое потомство. Однако, гомозиготные фолды предрасположены к тяжёлым заболеваниям, поэтому такие вязки общепризнаны неэтичными. Результатом вязки гомозиготного фолда на прямоухого производителя (страйта) является потомство, состоящее только из гетерозиготных фолдов. Однако, предположительно из-за этического подхода к племенной работе, вязка гомозиготных фолдов не производится.
|                       |    | Прямоухий (страйт) |       |
|                       |    | fd                 | fd    |
| Гетерозиготный (фолд) | Fd | Fd fd              | Fd fd |
| Гетерозиготный (фолд) | fd | fd fd              | fd fd |

Приведённая выше схема вязки является общепризнанной. Она даёт вероятность 50 % получения вислоухого котёнка и 50 % прямоухого котёнка.
|                       |    | Гетерозиготный (фолд) |       |
|                       |    | Fd                    | fd    |
| Гетерозиготный (фолд) | Fd | Fd Fd                 | Fd fd |
| Гетерозиготный (фолд) | fd | fd Fd                 | fd fd |

Существует предположение, что в некоторых помётах фенотипически прямоухие котята являются генетически вислоухими, что вызвано крайне низкой экспрессией гена Fd, ввиду чего они имеют вид обычных прямоухих особей. У таких котят первоначально даже может развиваться вислоухость, но впоследствии уши выпрямляются. Ввиду такой особенности некоторые заводчики, во избежание вязок фенотипических страйтов, являющихся генетическими фолдами, используют для вязок британских короткошёрстных производителей. Для уверенности, что предполагаемый производитель является генетическим страйтом, необходимо либо осуществить пробную вязку на британского короткошёрстного производителя, либо проводить генетическое исследование. В случае вязки страйта, являющегося генетическим фолдом, на обычного фолда, шанс получения вислоухого котёнка будет 75 % (из которых 25 % приходится на гомозиготного фолда и 50 % — на гетерозиготного фолда) и 25 % — страйта.
В результате исследований, проведённых в 2016 году была подтверждена связь мутации, результатом которой являются загнутые уши кошек, с заболеванием остеохондродисплазия (ОХД). Мутация обнаружена в гене, кодирующим проницаемый для кальция ионный канал, потенциальный катионный канал временного рецептора, подсемейство V, элемент 4 (TRPV4). Мутация представляет собой замену в фрагменте V342F (1024G>T) в пятом анкириновом повторе в N-концевом цитоплазматическом домене. Эта же мутация была обнаружена у людей с метатропической дисплазией.

## Здоровье
Средняя продолжительность жизни скоттиш-фолдов составляет 15 лет. Однако некоторые представители породы скоттиш-фолд могут жить и до 20 лет. Абсолютным рекордсменом из серии Шотландских Вислоухих стала кошка из Техаса — Люси, прожившая чуть более 32 лет.
Скоттиш-фолды подвержены заболеванию поликистозом почек и кардиомиопатиям. Также склонны к дегенеративным заболеваниям суставов, чаще всего захватывающими хвост, голеностоп и колени, что может выражаться в сниженной двигательной активности.
Также, частыми заболеваниями котов и кошек данной породы могут быть следующими: остеохондродисплазия, гемофилия типа А и В, нарушение обмена веществ, заболевание глаз.

### Остеохондродисплазия
Остеохондродисплазия (ОХД) — порок развития, который влияет на развитие хрящей и костей во всём организме. Это заболевание вызывает согнутое состояние ушей и, по данным проведённых исследований, ему подвержены все вислоухие кошки. У гомозиготных фолдов наблюдается неправильная структура костей, а также развиваются тяжелые болезненные дегенеративные заболевания суставов в очень раннем возрасте. Это состояние также выявляется у гетерозиготных фолдов, но, как правило, в значительно меньшей степени в более позднем возрасте. Некоторые кошки переносят его бессимптомно.
Несмотря на то, что заводчики, проводящие этичную племенную работу, производят только вязки прямоухих кошек на вислоухих или вислоухих на прямоухих (аналогично принципам разведения кошек породы манчкин) для исключения появления в потомстве гомозиготных фолдов (поскольку такие кошки склонны к заболеванию прогрессирующим артритом разной степени тяжести), некоторые исследователи рекомендуют полностью прекратить разведение этой породы. По этой причине порода не признаётся Международной федерацией кошек (FIFe) и Управляющим Советом любителей кошек (GCCF) Великобритании.
Заводчики, входящие в Ассоциацию любителей кошек (CFA) опубликовали заявление о том, что только в случае вязки невислоухого производителя на вислоухого исключаются проблемы «жёсткого хвоста», укороченного хвоста и изменения в костях. В рамках обсуждений внутри FIFe британские заводчики заявили, что они не наблюдают проблем с их кошками, а также что исследование, согласно которому все гетерозиготные особи подвержены ОХД, основано на выборке недостаточного размера. Для 300 заводчиков было озвучено приглашение на бесплатное рентгеновское исследование, целью которого являлся поиск вислоухих кошек без признаков скрытых изменений в лапах, однако оно так и не началось. Подобное предложение также было озвучено Международной федерацией кошек (WCF) совместно с исследователем Лесли Лайонзом (англ. Leslie Lyons), однако на него не последовало реакции. FIFe заключила, что не будет признавать породу скоттиш-фолд, пока заводчики не позволят её тщательно исследовать.
Новозеландский Консультативный совет по стандартам пород (BSAC) в своём отчёте по породе скоттиш-фолд, сделанном для Общества новозеландских любителей кошек (NZCF), отмечает, что «заводчики недооценивают силу доказательств того, что у гетерозиготных особей способна развиваться ОХД». Несмотря на то, что исследования показывают, что все вислоухие кошки подвержены ОХД, на что также указывают и неофициальные данные, эти исследования не показывают, что родители с незначительными проявлениями болезни с высокой вероятностью дадут потомство с незначительными проявлениями. В отчёте говорится, что имеющейся информации недостаточно для однозначного запрета на разведение скоттиш-фолдов, но достаточно для понимания уровня беспокойства.

## В искусстве
Скоттиш-фолд появился на экране в мультфильме «Карлсон вернулся» (1970) СССР — кошка Фрекен Бок по кличке Матильда была породы хайленд-фолд.
Также скоттиш-фолд встречается в полнометражном аниме «Возвращение кота».
В коротком романе The Cat Who Went to Paris за авторством Питера Гетерса (англ. Peter Gethers) представлен «самый известный скоттиш-фолд» по мнению Грэйс Саттон (англ. Grace Sutton) из Ассоциации любителей кошек. В книге описывается жизнь Гетерса и его кота Нортона с момента их первой встречи до его возможной смерти и переживания Гетерса после его потери.
Магистру игры «Что? Где? Когда?» Александру Друзю был подарен котёнок скоттиш-фолда ведущим программы Борисом Крюком во время финальной игры в декабре 2005 года. Александр Абрамович дал коту кличку Зед Магистр Скимблшанс Мон Ами, сокращенно — Шон.

## В России
В России Скоттиш-фолды являются одними из самых популярных пород кошек 

## На выставках Европы
Из за генетических проблем вислоухости, можно сказать, из за дефекта, на многие выставки котов в Европе Скоттиш-фолды не допускаются 